# Чиндо

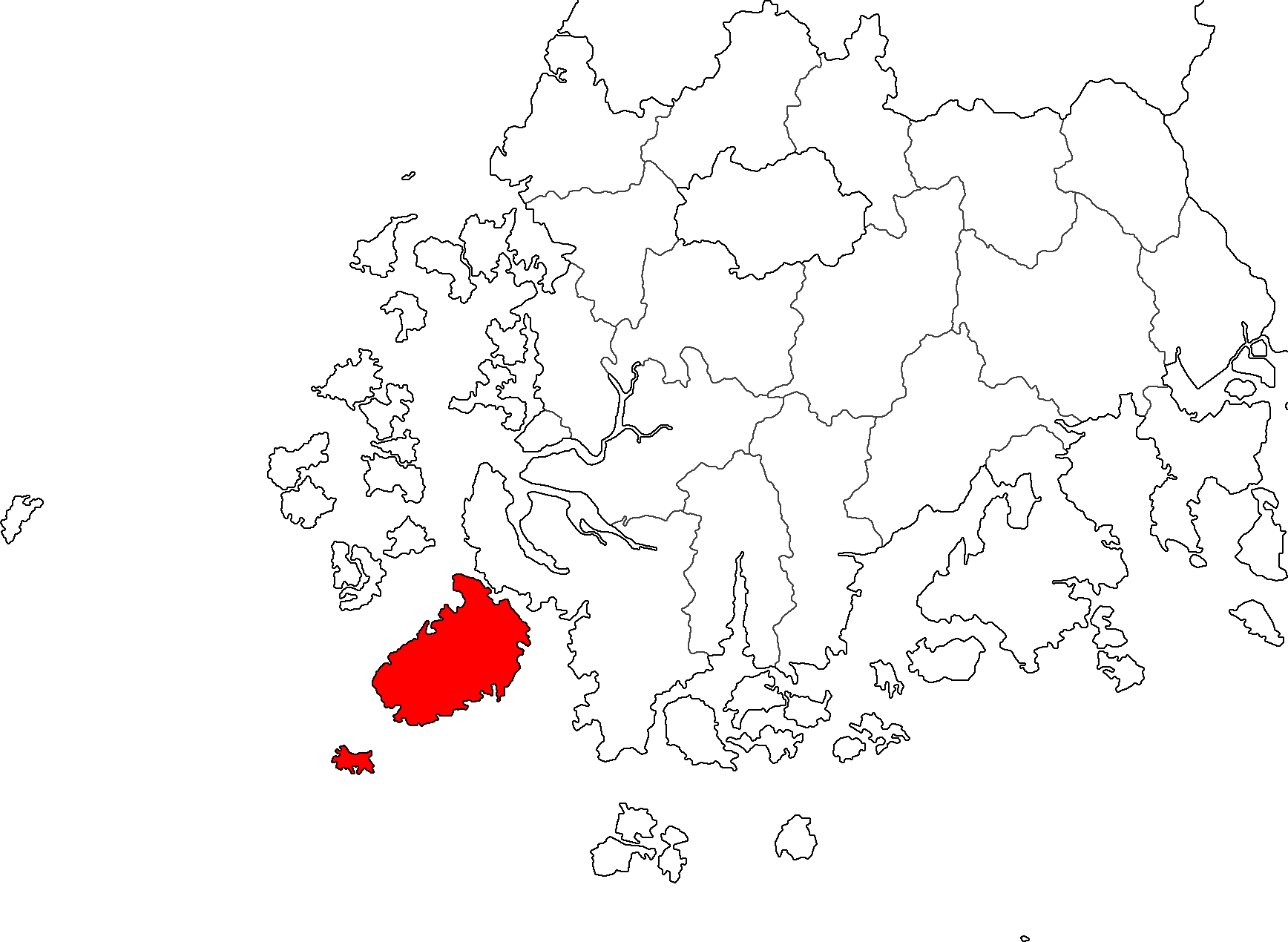
Уезд Чиндо на карте провинции Чолла-Намдо

Чиндо (кор. 진도군) — уезд в провинции Чолла-Намдо, Южная Корея. Состоит из острова Чиндо и нескольких близлежащих небольших островов. Мостом связан с округом Хэнам.
Вместе с островом Чиндо в состав уезда входит архипелаг, состоящий примерно из 230 небольших островов, из которых только 45 населены 4855 людьми. В 2015 году женщины составляли 50,4% от общей численности населения округа, составлявшей 29 538 человек. Большая часть земли покрыта лесами (60%) и возделываемыми полями (30%) Дерево графства — Malchilus thunbergii , цветок камелия и птица — лебедь

## Внешние ссылки
- Сайт уезда Чиндо